# Megachile sculpturalis
Megachile sculpturalis är en biart som beskrevs av Smith 1853. Megachile sculpturalis ingår i släktet tapetserarbin och familjen buksamlarbin. Inga underarter finns listade.

## Beskrivning
Ett mycket stort bi, honan blir 21 till 25 mm lång, medan hanen blir 19 till 22 mm. Grundfärgen är svart, med svart behåring på huvudet och tjock, gulbrun päls på mellankroppen och första tergiten (ovansidans bakkroppssegment). Tergit 2 har tunnare, ljust hår på ovansidan, mörknande mot sidorna medan resten av bakkroppen är glest svarthårig. På buken har honan en matta av pollensamlingshår, gyllengula på de två första sterniterna (undersidans bakkroppssegment), svarta på resten. Vingarna hos båda könen är mörka, med brunsvarta ribbor.

## Ekologi
Megachile sculpturalis besöker flera olika blommor från många familjer, som rosenvial i ärtväxter, perovskiasläktet i kransblommiga växter, fackelblomster i fackelblomsterväxter, kinesträd i kinesträdsväxter samt buddlejasläktet och pagodträd (Sophora japonica) i lejongapsväxter.
Arten bygger sina larvbon i trävirke. Till skillnad från många andra bladskärarbin använder det här biet (och en del andra arter i samma släkte) kåda i stället för bladbitar till att klä bona med.

## Utbredning
Artens ursprungliga utbredningsområde är Östasien där den förekommer i Kina, Taiwan, Japan och Korea. Den har emellertid spritt sig, troligtvis med oavsiktlig, mänsklig hjälp, till Nordamerika, där den först upptäcktes 1994 i North Carolina. I USA har den senare spritt sig till Ohio 1999, till Alabama i sydväst och delstaten New York 2000 och Vermont 2005, båda i norr, Indiana i nordväst 2006 samt Kansas i väst 2008. I Kanada infördes den till södra Ontario 2002, och till Quebec 2009. Artens expansion i Nordamerika förväntas fortsätta.